# Ballsh
Ballsh è una frazione del comune di Mallakastër in Albania (prefettura di Fier).
Fino alla riforma amministrativa del 2015 era comune autonomo, dopo la riforma è stato accorpato, insieme agli ex-comuni di Aranitas, Fratar, Greshicë, Hekal, Kutë, Ngraçan, Qendër e Selitë a costituire la municipalità di Mallakastër.

## Nome
Fu il centro di Malkasra (turco di "Mallakastër") kaza nel Sanjak di Berat a Yanya Vilayet durante il dominio ottomano tra il 1670 e il 1912. Il suo nome si è evoluto dal nome dell'antica città Byllis, situata in prossimità di Ballsh. Fonti ecclesiastiche riportano le varianti Byllis, Bellis, Ballis e Vallis.

## Storia
La città è situata vicino alle rovine dell'antica città d'Illiria di Bylis. In epoca romana era conosciuta come Baletium, mentre durante l'occupazione bulgara come Glavinitsa.

## Economia
Le colline che corcondano la città sono ricche di petrolio. Durante il regime comunista vennero costruiti oleodotti (oggi solo parzialmente operativi) e una raffineria (chiusa nel 2019)

## Sport
La principale squadra sportiva della città e il club di calcio Klubi Sportiv Bylis Ballshi